# L'investigatore privato
L'investigatore privato (Bugs and Thugs) è un film del 1954 diretto da Friz Freleng. È un cortometraggio d'animazione della serie Looney Tunes, distribuito negli Stati Uniti il 13 marzo 1954. Fu il primo corto Warner ad avere Milt Franklyn come compositore. Il corto segna la prima apparizione del gangster Mugsy, l'imponente e incompetente scagnozzo di Rocky. Dal 1998 viene distribuito col titolo Bugs e i banditi.

## Trama
Uscendo dalla banca, Bugs Bunny entra in quello che crede essere un taxi, ma si tratta in realtà dell'auto di Rocky e Mugsy che stanno compiendo una rapina. Convinto che il coniglio sappia troppo, Rocky decide di tenerlo prigioniero, ma Bugs chiede a Mugsy (che sta guidando) di fermarsi presso una pompa di benzina. Qui usa un telefono pubblico per chiamare la polizia, e riesce a denunciare i rapinatori prima che Mugsy se ne accorga e lo porti via. Dopo aver fatto scontrare l'auto contro un treno, Bugs viene obbligato a ripararla ma il veicolo rimane senza una ruota anteriore, quindi il coniglio è costretto a trainarlo sollevando l'asse senza ruota.
Una volta arrivati al nascondiglio dei rapinatori, Rocky ordina a Mugsy di portare Bugs in un'altra stanza e dargli una revolverata. Bugs però convince facilmente Mugsy che Rocky intendeva dire che dovesse dargli il revolver, così Bugs gli spara. Rocky allora decide di occuparsi di Bugs personalmente, ma il coniglio imita una sirena della polizia e un poliziotto che ordina ai colleghi di circondare la casa, quindi fa nascondere i rapinatori nel forno. Improvvisa poi un'interpretazione di sé stesso e un poliziotto che discutono su dove si nasconderebbero i rapinatori, accendendo il gas e lanciando un fiammifero acceso nel forno (che esplode) per "provare" la sua innocenza. Quindi finge che il poliziotto se ne sia andato e fa uscire i rapinatori bruciacchiati, ma subito dopo arriva veramente la polizia e la scena si ripete; stavolta però i rapinatori si costituiscono prima che Bugs li faccia esplodere di nuovo. Il giorno dopo, Bugs lavora come investigatore privato.

## Distribuzione

### Edizione italiana
Il corto arrivò in Italia direttamente in televisione negli anni ottanta; il doppiaggio fu eseguito dalla Effe Elle Due e diretto da Franco Latini su dialoghi di Maria Pinto. Nel 1998 fu ridoppiato per l'uscita in VHS dalla Angriservices Edizioni sotto la direzione di Renzo Stacchi. In DVD è stato però utilizzato il primo doppiaggio.

### Edizioni home video

#### VHS
Italia
- Bugs Bunny & Daffy Duck - Che succede amico? (febbraio 1998)

#### Laserdisc
- Guffaw and Order: Looney Tunes Fight Crime (18 maggio 1994)

#### DVD e Blu-ray Disc
Il corto fu pubblicato in DVD-Video in America del Nord nel quarto disco della raccolta Looney Tunes Golden Collection: Volume 1 (intitolato Looney Tunes All-Stars: Part 2) distribuita il 28 ottobre 2003; il DVD fu pubblicato in Italia il 2 dicembre 2003 nella collana Looney Tunes Collection, col titolo All Stars: Volume 2. Fu inserito anche nel secondo disco della raccolta DVD Looney Tunes Spotlight Collection Volume 1, uscita in America del Nord sempre il 28 ottobre 2003, ristampato il 17 giugno 2014 col titolo Looney Tunes Center Stage: Volume 2. Fu poi inserito nel DVD bonus del cofanetto Warner Bros. Pictures Gangsters Collection Volume 4, uscito in America del Nord il 20 ottobre 2008; lo stesso disco fu poi incluso anche nel cofanetto Blu-ray Disc Ultimate Gangsters Collection: Classic uscito il 21 maggio 2013. Fu quindi incluso nel primo disco della raccolta Looney Tunes Platinum Collection: Volume Three, uscita in America del Nord in Blu-ray Disc il 12 agosto 2014 e in DVD il 4 novembre. Inoltre dal 2010 è incluso, non restaurato e in inglese sottotitolato, nel disco extra delle edizioni Blu-ray Disc e Ultra HD Blu-ray di Quei bravi ragazzi.

## Accoglienza
Nel 2010 il film fu selezionato per l'inclusione nel libro di Jerry Beck The 100 Greatest Looney Tunes Cartoons; in tale occasione il direttore dell'animazione Rob Coleman scrisse che "rimane dei miei preferiti in assoluto. Non solo sono perfetti i tempi e le angolazioni dell'inquadratura, ma il cartone animato contiene una delle migliori gag di richiamo di Freleng – nascondere Rocky e Mugsy nel forno – e ci fa persino entrare nello scherzo". Beck aggiunse che il film, rispetto a Una gang sgangherata, è più veloce e divertente, ha un ottimo design moderno (grazie ai layout di Hawley Pratt) e introduce due nuovi fantastici nemici per Bugs Bunny – Rocky e Mugsy".